# Taza Farnesio

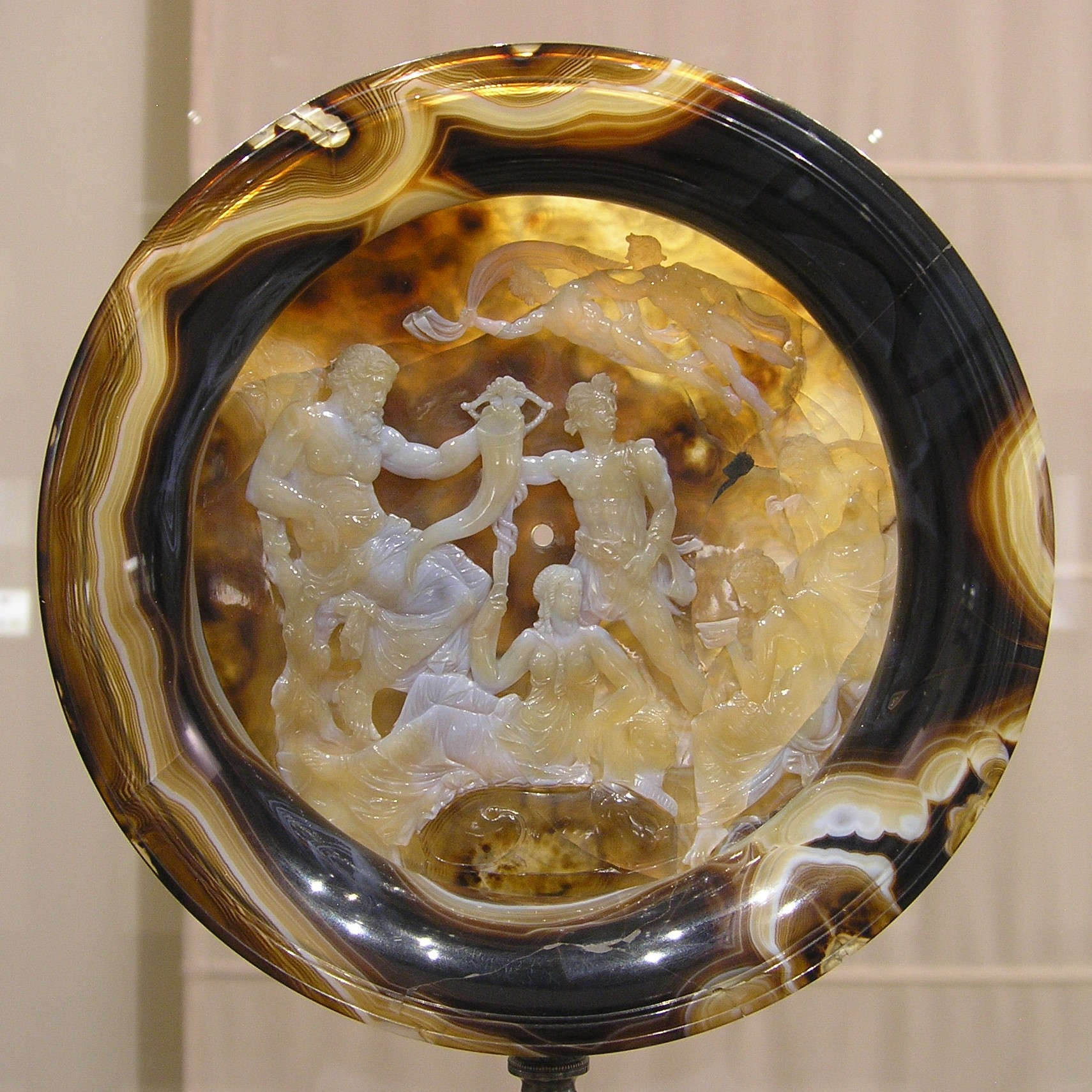
Taza Farnesio (anverso)

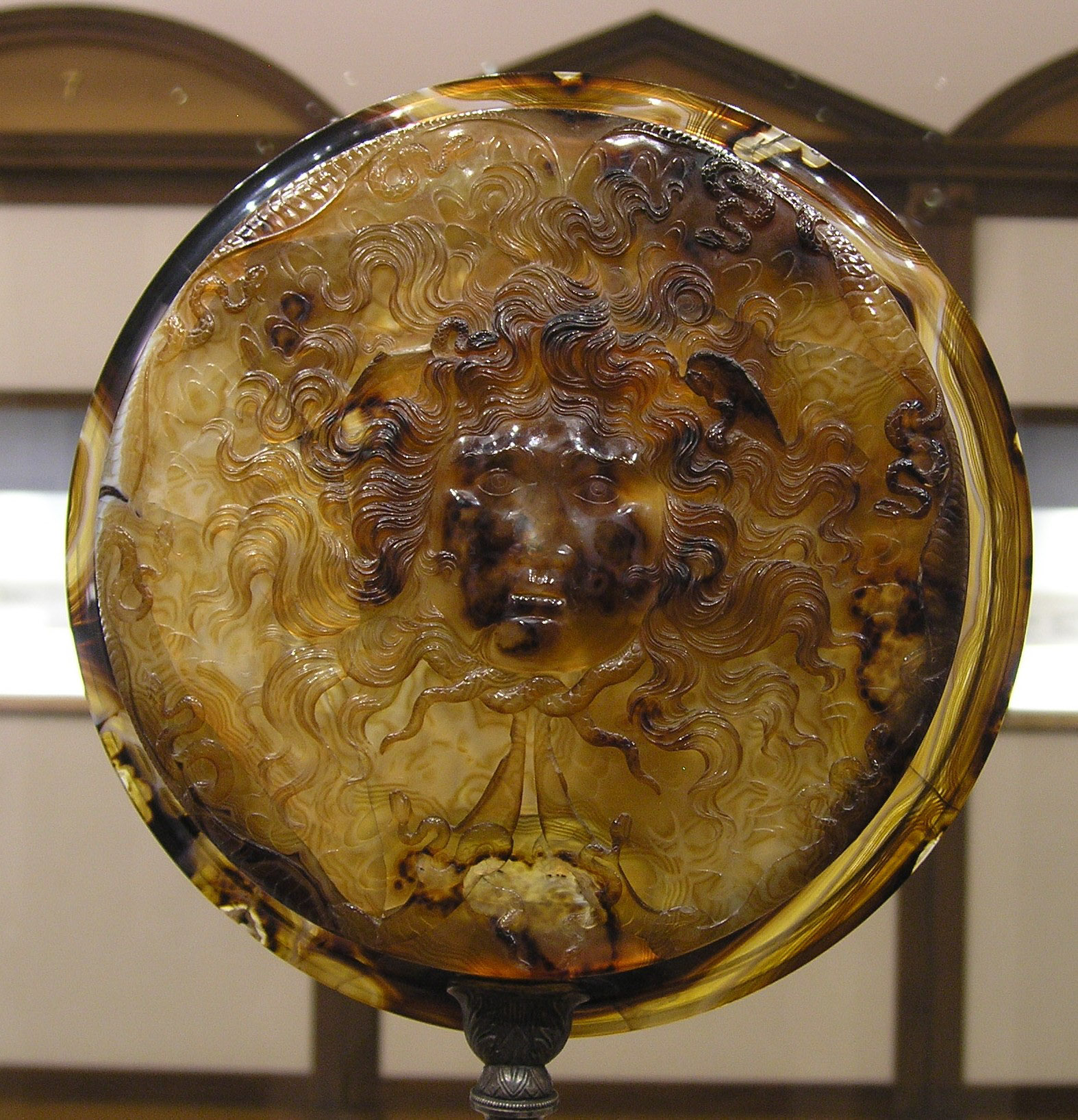
Taza Farnesio (cabeza de gorgona en la cara trasera)

La taza Farnesio (en italiano: Tazza Farnese) es una pieza artística con forma de plato, tallada como un camafeo en el siglo II a. C. Confeccionada en el período helenístico de Egipto sobre una pieza de ónice (ágata) de cuatro capas, se conserva en el Museo Arqueológico Nacional de Nápoles. Tiene un diámetro de 20 cm, y su forma es similar a la de una pátera griega o romana, sin pie. Cuenta con bajorrelieves en sus superficies exterior e interior.
No hay evidencias sobre cuándo y por qué se hizo la pieza, aunque existe un consenso general entre los expertos de que fue creada en Alejandría, debido a la mezcla de la iconografía del antiguo arte egipcio con el estilo grecorromano en sus bajorrelieves. Esto proporciona un intervalo de tiempo en el que pudo haber sido creado, abarcando desde aproximadamente el 300 a. C. al 20 a. C.
La parte posterior contiene una gran cabeza de gorgona ocupando la mayor parte de la superficie, probablemente con la intención de alejar el mal. El lado anterior tiene una escena con varias figuras que han confundido a los eruditos. Parece claramente una alegoría que contiene varias figuras divinas y tal vez personificaciones, pero no corresponde a ninguna otra representación conocida y ha sido interpretada de diferentes maneras.

## Historia
El origen de la Taza Farnesio es desconocido, lo que deja a los arqueólogos e historiadores del arte la posibilidad de formular teorías sobre la fecha y el propósito para su creación. Si bien su tamaño y el material utilizado generalmente se tienen en cuenta, las teorías sobre su origen se basan principalmente en el análisis individual de la iconografía de la pieza, y por lo tanto varían entre distintos expertos.
Muchos arqueólogos e historiadores del arte atribuyen la Tazza al período helenístico, afirmando que su combinación de símbolos culturales griegos y egipcios, así como los recursos económicos necesarios para encargar un camafeo de una piedra semipreciosa tan grande, lo vinculan a la corte ptolemáica. Aunque no es un concepto ampliamente aceptado, los análisis más recientes de la pieza le han asignado una fecha posterior, en el período de Augusto.
Después de la conquista de Egipto por parte de Augusto en el 31 a. C., la taza Farnesio fue posiblemente adquirida por el Tesoro de Roma; aunque según algunos historiadores, solo se confeccionó después de que los romanos tomaron Egipto. Parece que posteriormente fue llevada a Bizancio; y más adelante habría viajado  hacia occidente, después de que la ciudad fuera saqueada en 1204 durante la cuarta cruzada. En 1239 estaba en la corte de Federico II, desde donde alcanzó la corte persa de la dinastía timúrida de Herat o posiblemente Samarcanda, donde un dibujo contemporáneo lo documenta. Desde allí encontró su camino hacia la corte de Alfonso V de Aragón en Nápoles, donde Angelo Poliziano la vio en 1458. Lorenzo de Médici finalmente compró la famosa scutella di calcedonio en Roma, en 1471. Desde allí pasó a manos de la familia Farnesio a través de Margarita de Parma, quien a su vez la incorporó al patrimonio del Reino de las Dos Sicilas, llegando finalmente desde las colecciones reales a los fondos del Museo Arqueológico Nacional de Nápoles.

## Iconografía
Aunque algunos análisis de la iconografía de la Tazza Farnese están basados en estudios previos, cada escrito de los eruditos sobre la pieza conduce a una teoría ligeramente diferente sobre su significado inherente.

### Eugene J. Dwyer
En su análisis de la Taza Farnesio, Dwyer se basa en análisis previos de expertos en el campo, incluidos Ennio Quirino Visconti, Frédéric Louis Bastet y Reinhold Merkelbach, entre otros. Las dos principales afirmaciones de Dwyer son que la iconografía encontrada en las tallas interiores y exteriores es una mezcla sofisticada de conceptos filosóficos y religiosos griegos y egipcios y que la composición de las figuras talladas corresponde a constelaciones específicas que, en su orientación, se parecen a un mapa del cielo nocturno durante la época del año en que habría ocurrido la inundación del Nilo. Al asignar a la pieza un significado religioso y filosófico multifacético, Dwyer hace referencia repetidamente al Corpus hermeticum. Más específicamente, señala el Poimandres y cómo las figuras de la talla interior coinciden estrechamente con los elementos que presenta en su discusión sobre la creación de la vida. Usa esta referencia para asignar a cada figura un dios griego o egipcio correspondiente. En este sentido, Dwyer considera la pieza como una ilustración directa de la creación de la vida que habría sido fácilmente comprendida por los griegos y los egipcios que vivían en el momento en que se creó la Taza. Aunque atribuye a Merkelbach la primera vez que se expuso esta teoría, Dwyer también analiza las figuras y su colocación en la pieza como corresponde a las constelaciones específicas en un mapa astronómico. En particular, asigna cada figura a las constelaciones que se verían juntas en el cielo durante la época del año en que se producía la inundación del Nilo. Argumenta que a través de este aparente mapa del cielo nocturno, el creador de la Taza estaba haciendo referencia directa al momento de la inundación del Nilo con el fin de presentar más plenamente el concepto de la creación divina de la vida.

### Julia C. Fischer
Fischer es uno de los pocos estudiosos que le han asignado a la Taza Farnesio una fecha relacionada con el emperador Augusto en lugar de una datación en la época helenística. Su análisis de la pieza se centra, por lo tanto, en reexaminar las nociones preconcebidas a las que llegaron otros eruditos que le asignaron una fecha helenística, así como en intentar proporcionar evidencias para su afirmación de una fecha de la época de Augusto. La evidencia principal de Fischer para ubicar la pieza en el período de Augusto es su tamaño y el material del que fue tallada. Argumenta la posición económica inestable de la Corte Ptolemaica, afirmando que los recursos necesarios para encargar tal pieza no habrían estado disponibles hasta la mejora de la economía durante el período de Augusto. También comenta que, aunque la pieza presenta una mezcla de figuras, conceptos y métodos griegos y egipcios, también contiene aspectos claramente romanos, especialmente en las características del tallado de la Gorgona que se encuentra en el exterior de la pieza.

### John Pollini
Al igual que Julia C. Fischer, Pollini atribuye la Tazza Farnese al período de Augusto en Roma. Su evidencia también se basa en el tamaño y el material utilizado, pero el enfoque principal de Pollini es proporcionar un análisis de la iconografía de la pieza en un intento de demostrar que fue hecha durante el reinado de Augusto, y posiblemente incluso fue encargada por el propio Augusto. Con este fin, Pollini analiza las figuras talladas en las superficies internas y externas, y cómo el simbolismo encontrado en cada una se relaciona con un aspecto o región del imperio de Augusto. La interpretación de Pollini de la iconografía de la pieza lo lleva a afirmar que estaba destinado a transmitir la Edad de Oro de Augusto y actuar como una especie de talismán para propagar la fuerza del imperio.